# Аргиопа (мать Керкиона)
Аргиопа (мать Керкиона) (др.-греч. Ἀργίοπη от ἀργῇς — светлый и ὄψ, gen. ὀπός — взор) — персонаж древнегреческой мифологии. Нимфа, мать Керкиона от Бранха или от Посейдона. Судя по имени была нимфой источника или ручейка, возможно дочь речного бога Кифисоса, соответственно внучка Понта и Талассы. Павсаний описывает Аргиопу, дочь Кифисоса, как нимфу, жившую на Парнасе, на которой отказался жениться Филаммон. Тогда, по словам Павсания, беременная Аргиопа отправилась в Одрисское царство.